# Gynandriris
Gynandriris é um género botânico pertencente à família Iridaceae.